# Solomon Okoronkwo
Solomon Ndubisi Okoronkwo (ur. 2 marca 1987 w Enugu) – nigeryjski piłkarz występujący na pozycji napastnika.

## Życiorys

### Kariera klubowa
Do Niemiec został sprowadzony z nigeryjskiego klubu Gabros International FC. W latach 2005–2008 grał w Hercie BSC.
Na rundę wiosenną sezonu 2006/2007 Okoronkwo został wypożyczony do Rot-Weiss Essen. Grał też w Saturnie Ramienskoje, Aalesunds FK i Pécsi Mecsek FC. W 2013 roku przeszedł do FC Erzgebirge Aue. 28 stycznia 2015 podpisał półroczny kontrakt z SV Sandhausen.
Następnie występował w klubach: 1. FC Saarbrücken, TSG Neustrelitz, BFC Dynamo i BSV Schwarz-Weiß Rehden.

### Kariera reprezentacyjna
Największym sukcesem tego piłkarz jest finał Mistrzostw Świata U-20 w 2005 z reprezentacją Nigerii.
W 2008 roku został powołany do reprezentacji U-23 na Igrzyska Olimpijskie w Pekinie, gdzie Nigeria zdobyła srebrny medal.